# Ōita-Zentralflugplatz

i7
i11
i13
Der Ōita-Zentralflugplatz (jap. 大分県央飛行場, Ōita ken’ō hikōjō) ist ein Flugplatz auf der Insel Kyūshū.  
Der Flugplatz, der heute von der Präfektur Ōita betrieben wird, liegt in der Region des Präfekturzentrums (ken’ō) von Ōita auf dem Stadtgebiet von Bungo-Ōno im Ortsteil Ōnomachi-Tashiro, südlich des Verwaltungssitzes der Präfektur in der Hafenstadt Ōita.
Der seit 1988 bestehende Flugplatz wurde ursprünglich als „Feldweglandeplatz der Region Hōhi“ (豊肥地区農道離着陸場, Hōhi chiku nōdō richakurikujō) vom japanischen Ministerium für Landwirtschaft, Forsten und Fischerei auf einer Höhe von 771 m ü. NN betrieben. Im Jahr 1992 wurde die unbefestigte Piste von der Präfektur übernommen und 1997 ausgebaut sowie für den Personenflugbetrieb asphaltiert und in Ōita-Zentralflugplatz umbenannt. Auch wurde die Operationsbasis für den Präfektur-Oita-Katastrophenschutz-Hubschrauber Toyokaze (MBB/Kawasaki BK 117) ausgebaut. Seit 1997 gibt es wöchentlich drei Charterflüge zum internationalen Flughafen Fukuoka auf der Insel Kyūshū.  
Der Flugplatz ist nach der japanischen Gesetzgebung als H-Klasse (着陸帯の等級：Ｈ級) zugelassen.